# سامی العلاقی
سامی العلاقی (فرانسوی: Sami Allagui‎؛ زادهٔ ۲۸ مهٔ ۱۹۸۶) بازیکن فوتبال اهل آلمان-تونس است.

## باشگاهی
از باشگاه‌هایی که در آن بازی کرده‌است می‌توان به باشگاه فوتبال ماینتس ۰۵، باشگاه فوتبال هرتابرلین، باشگاه فوتبال کارل زایس ینا، باشگاه فوتبال اندرلشت و باشگاه فوتبال گروتر فورث اشاره کرد.

## تیم ملی
وی همچنین در تیم ملی فوتبال تونس بازی کرده‌است.